# Upojenie patologiczne
Upojenie patologiczne (upicie patologiczne) - przemijający stan psychozy połączonej z agresją, nagłym brutalnym wyładowaniem ruchowym oraz niepamięcią całkowitą lub częściową. Upojenie patologiczne może występować u ludzi z zaburzeniami osobowości, zaburzeniami psychicznymi lub w wyniku interakcji alkoholu z innymi środkami psychoaktywnymi.